# Spank Rock
Spank Rock, de son vrai nom Naeem Juwan, est un rappeur et auteur-compositeur américain, originaire de Baltimore, dans le Maryland. Il se popularise en 2006 grâce à son album YoYoYoYoYo, produit par son ancien collègue de groupe Alex Epton (XXXChange). Spécialisé dans le hip-hop alternatif, le duo se popularise pour son mélange des genres hip-hop et musique électronique, incluant Baltimore club, Miami bass, et electro et rock.
En 2007, Epton quitte le groupe afin de poursuivre une carrière solo dans la production, tandis que Juwan publie l'EP Bangers and Cash en 2007 aux côtés du producteur pop Benny Blanco. Après cinq ans de conflit contractuel au label Downtown Records, Juwan publie son premier album solo Everything Is Boring and Everyone Is a Fucking Liar en 2011, aux côtés des producteurs Boys Noize, Le1f, XXXChange, et Squeak E. Clean.

## Biographie
Juwan grandit à l'ouest de Baltimore, dans le Maryland, aux côtés de ses cinq frères et ses deux sœurs. Adolescent, Juwan fréquente des clubs comme le Paradox, où les disc jcokeys jouaient de la musique Baltimore club. Au lycée, sa sœur aînée lui fait connaitre le producteur J. Period, originaire de Brooklyn, connu pour avoir produit aux côtés des artistes et groupes underground Mos Def et Artifacts, respectivement. J. Period devient le mentor de Juwan et l'aide à améliorer son style de rap pendant un temps. Après s'être installé à Philadelphie et avoir quitté ses études, Juwan fait la rencontre d'Alex Epton, également originaire de Baltimore, qui a étudié la composition musicale au New England Conservatory of Music de Boston, et appris la production musicale comme interne au studio du label DFA Records de New York.
Juwan et Epton commencent à jouer sous le nom de groupe Spank Rock à Philadelphie et Phoenixville, où leur réputation s'accroit significativement. Ils se lancent ensuite en tournée avec Hollertronix et M.I.A., ainsi qu'avec Beck en 2006. Le premier album de Spank Rock, YoYoYoYoYo, est publié en 2006 au label Big Dada. Leur single Bump est nommé « single de l'année » par le DJ de Xfm London Lauren Laverne en 2006. À la fin de 2007, Alex Epton alias XXXchange, quitte Spank Rock pour sa carrière de producteur en solo, tandis que Naeem Juwan signe un contrat avec le label Downtown Records. Spank Rock publie chez Downtown Records l'EP Benny Blanco and Spank Rock Present: Bangers and Cash, inspiré du 2 Live Crew. Spank Rock contribue aussi au remix de la chanson Heart Beat Rock de Benny Blanco.
En 2010, MC Spank Rock participe à la chanson The Bike Song de Mark Ronson avec Kyle Falconer du groupe The View. En septembre 2011, Spank Rock publie son deuxième album, Everything Is Boring and Everyone Is a Fucking Liar sur son propre label, Bad Blood Records. Pitchfork.com donne son avis sur le premier single de l'album, intitulé Energy, produit par Boys Noize,, et nomme plus tard Nasty dans la catégorie de « meilleure nouvelle chanson ». Le magazine Rolling Stone publie la critique de l'album sur son site web en septembre 2011. L'album contient des productions de Boys Noize, XXXChange, Sam Spiegel, et Le1f, et fait participer Santigold et Big Freedia. En 2012, Spank Rock publie un deuxième EP, E. I. B. A. E. I. A. F. L. Remixes, une collection de remixes de chansons issues de son premier album. En 2012, Naeem Juwan coécrit la chanson Look at These Hoes produite par Boys Noize, issue du LP Master of My Make-Believe de Santigold.
En 2014, Spank Rock publie son troisième EP, The Upside, aux labels Bad Blood Records et Boysnoize Records, aux côtés du producteur Kid Kamillion, du producteur allemand de dance Boys Noize, de Don Loemax et de Damian Taylor. L'EP est publié le 9 décembre 2014 après sa diffusion sur Dazed and Confused. Le single Gully est remixé par Brodinski et DJ Switch, et est significativement diffusé sur la BBC Radio 1.

## Discographie

### Albums studio
- 2006 : YoYoYoYoYo
- 2011 : Everything Is Boring and Everyone Is a Fucking Liar

### Singles
- 2005 : Put That Pussy on Me
- 2006 : Rick Rubin
- 2006 : Sweet Talk
- 2006 : Bump
- 2011 : Energy
- 2011 : Car Song
- 2014 : I Know a Place (feat. Armand Van Helden)
- 2014 : Gully / Vertigo
- 2014 : Gully (Brodinski Remix)
- 2014 : Assassin (feat. Amanda Blank) / Back Up

### EPs
- 2007 : Benny Blanco & Spank Rock Present : ''Bangers and Cash (Downtown)
- 2012 : E. I. B. A. E. I. A. F. L. Remixes (Bad Blood)
- 2014 : The Upside (Bad Blood / Boysnoize Records)

### Autres
- 2006 : Couche Tard
- 2007 : FabricLive.33

### Participations notables
- 2006 : Hoodie (Spank Rock Remix), sur Chocolate Swim
- 2007 : D.A.N.C.E. (Remix featuring Mos Def and Spank Rock)
- 2007 : Kick Drum sur Noise Won't Stop de Shy Child
- 2008 : Back It Up sur Ed Rec Vol. 3 de Feadz
- 2008 : Keep My Composure sur Brotherhood des Chemical Brothers
- 2008 : Heart Beat Rock (Benny Blanco Mix featuring Spank Rock) sur X de Kylie Minogue
- 2008 : Shove It sur Santigold de Santigold